# Цайл ам Майн
Цайл ам Майн (на немски: Zeil am Main, в превод Цайл на Майн) е малък град в област Бавария, на десния бряг на реката Майн в Германия. Намира се на 7 километра източно от Хасфурт и 24 километра северозападно от Бамберг. Заема площ от 35,74 km² и има официален код (на самоуправляващата се административна единица) 09 6 74 221.

## Население
5942 (1970), 5684 (1987), 6062 (2000), 5726 (2008), 5680 (на 31 декември 2010 година)

## Икономика
Градът е известен с лозарство, винарство и пивоварната, която произвежда бирата „Цайлер“ (Zeiler).

## Култура
Градът има романтична атмосфера, създавана от останките на средновековни замъци, стари църкви, кули и тесни каменни улички. Ежегодно се провеждат празници на виното и бирата.

## Галерия
- Изглед от града
- Средновековна крепостна стена
- Област Крум
- Област Бишофсхайм
- Църквата „Цайлер Кепеле“ ("Zeiler Käpelle")